# 萊特拉肯
萊特拉肯是非洲南部國家博茨瓦納的城鎮，由奎嫩區負責管轄，位於莫萊波洛萊西北約75公里，鎮上有中學、學院和政府辦公室，2008年人口估計約7,311。
24°5′45″S 25°1′47″E / 24.09583°S 25.02972°E